# آلکالا د لا سلبا
آلکالا د لا سلبا (به اسپانیایی: Alcalá de la Selva) یک شهرستان در اسپانیا است که در استان تروئل واقع شده‌است.

## خصوصیات
آلکالا د لا سلبا ۱۰۵ کیلومترمربع مساحت و ۵۲۳ نفر جمعیت دارد.